# Hemawadgi, Hungund
Hemawadgi là một làng thuộc tehsil Hungund, huyện Bagalkot, bang Karnataka, Ấn Độ.